# Cobalto
Il cobalto è l'elemento chimico di numero atomico 27 e il suo simbolo è Co. È il primo elemento del gruppo 9 del sistema periodico, facente parte del blocco d, ed è quindi un elemento di transizione. Nella vecchia nomenclatura ha costituito, insieme al ferro, l'elemento precedente, e al nichel, il successivo, la triade del gruppo VIII del sistema periodico, detto anche gruppo del ferro; allo stato metallico condivide con essi il ferromagnetismo, sebbene meno spiccato che nel ferro. 
Il nome cobalto deriva probabilmente dal greco kobalos, traducibile con folletto (ma vedi anche coboldo), "kobolt" in tedesco, dato dai minatori tedeschi che incolpavano i folletti di far loro trovare un metallo inutile anziché l'argento.

## Caratteristiche
È un elemento bianco argento o anche blu in casi estremi, ferromagnetico e molto duro. Il cobalto metallico è solitamente una miscela di due diverse strutture cristallografiche: hcp e fcc, con una temperatura di transizione da hcp a fcc di 722 K. La configurazione termodinamicamente stabile è pertanto quella esagonale, anche se tecnologicamente risulta facile ottenere l'allotropo cubico (ad esempio realizzando film sottili di cobalto). È associato spesso con il nichel, ed entrambi sono componenti caratteristici del ferro meteorico. La sua temperatura di Curie è 1233 K con 1,6~1,7 magnetoni di Bohr per atomo. Il cobalto ha una permeabilità magnetica relativa pari a due terzi di quella del ferro. 
Il cobalto è chimicamente inerte; a temperatura ambiente risulta stabile nei confronti dell'aria e dell'acqua; viene lentamente attaccato dagli acidi cloridrico (HCl) e solforico (H2SO4). Gli stati di ossidazione che il cobalto può assumere sono +2, +3 e (raramente) +1.
Il 60Co, un isotopo radioattivo artificiale emettitore di raggi gamma, è impiegato nel trattamento di molti tipi di tumori.
I mammiferi hanno bisogno di piccole quantità di sali di cobalto nella dieta.

## Applicazioni
Il cobalto ed i suoi sali trovano impiego in numerosi settori ed applicazioni.
- Leghe metalliche, quali ad esempio 
  - quelle impiegate nella realizzazione di turbine per motori d'aereo;
  - leghe ad alta resistenza alla corrosione e all'usura;
  - leghe per la produzione di gioielli in oro;
  - acciai per utensili ad alta velocità;
  - utensili in metallo duro (detti anche "come il diamante" o Widia);
  - cromo cobalto utilizzato per protesi ortopediche
- Legante per la sinterizzazione
  - utensili diamantati ottenuti inglobando particelle di diamante in una matrice metallica mediante sinterizzazione. In questo modo si ottiene una placchetta di metallo, detta settore diamantato, capace di tagliare materiali lapidei duri quali il granito. È possibile tagliare anche materiali teneri come il marmo ma si preferisce utilizzare utensili ottenuti per deposizione elettrolitica dove il diamante viene bloccato sul supporto inglobandolo nel nichel che si deposita sul corpo dell'utensile.
- Magneti e supporti magnetici per registrazioni, in lega con Fe (CoFe, materiale magneticamente duro a bassa rimanenza) ed in lega con Al e Ni (Alnico, materiale magneticamente duro ad alta rimanenza)
- Catalizzatori per le industrie petrolchimica e chimica
- Materiale di rivestimento per elettrodeposizione (galvanostegia), per il suo aspetto, la sua resistenza e la sua durezza.
- Composti disidratanti per vernici, lacche ed inchiostri
- Polveri per il rivestimento di porcellane e smalti
- Pigmenti: blu cobalto e verde cobalto
- Elettrodi per batterie d'auto
- Per la costruzione dei catodi di particolari valvole termoioniche destinate ad usi HiFi di altissimo livello. Queste valvole (molto costose) hanno la particolarità unica di emettere una luce verdognola, invece del solito arancione da incandescenza tipico degli altri tipi di valvole "normali".
- È stata teorizzata la creazione della cosiddetta bomba al cobalto in cui, al momento dell'esplosione, i neutroni veloci prodotti dalla fusione termonucleare bombardano il cobalto trasmutandolo in radioattivo e disperdendolo poi nel fallout.

Il cobalto-60, radioattivo, trova impiego come sorgente di raggi gamma
- si usa nella radioterapia
- si usa per la sterilizzazione dei cibi tramite radiazione (pastorizzazione a freddo)
- si usa nella radiografia industriale per il rilevamento di anomalie strutturali in manufatti in metallo.
- si usa per misurare il livello di acciaio liquido in lingottiera nel processo di colata continua abbinato a uno scintillatore

Il suo uso come tracciante radioattivo è molto diffuso perché è facile da produrre; si ottiene infatti esponendo cobalto naturale ai neutroni prodotti da un reattore nucleare.

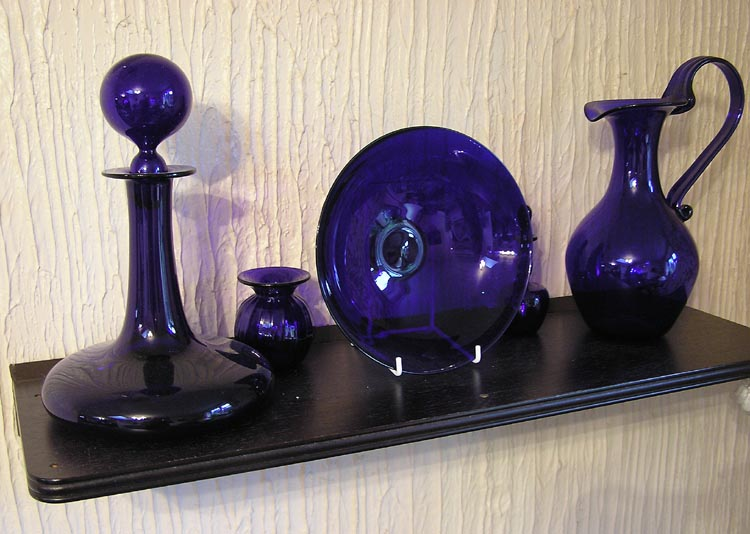
Oggetti in vetro al cobalto (da cui la colorazione blu)
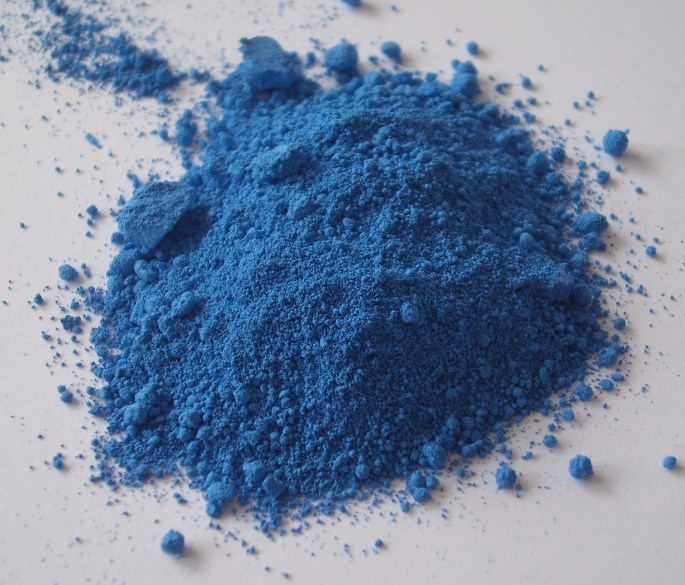
Blu cobalto
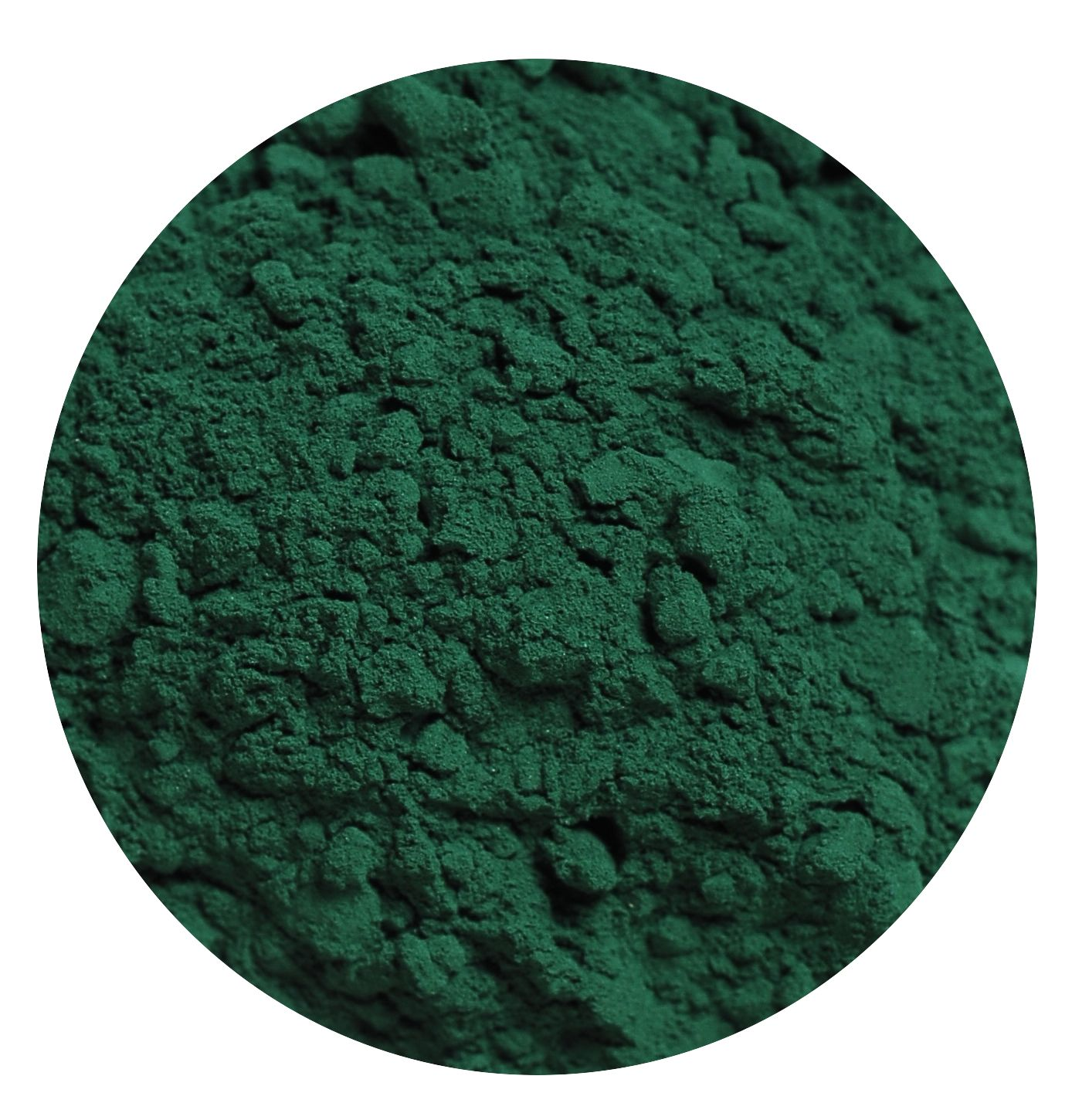
Verde cobalto
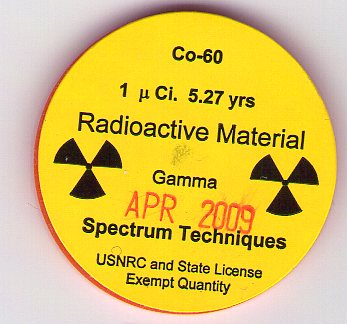
Cobalto-60

## Biologia
Il Cobalto si trova in molti organismi viventi, esseri umani compresi. Un contenuto di cobalto da 0,13 a 0,30 parti per milione nel suolo migliora nettamente la salute degli animali da cortile. Il Cobalto è un elemento fondamentale nella vitamina B12.

## Storia
Il cobalto era noto fin dall'antichità per i suoi composti che davano al vetro la tipica colorazione blu. Georg Brandt (1694-1768) è considerato lo scopritore del cobalto: la data della scoperta varia a seconda della fonte, ma è tra il 1730 e il 1737. 

## Etimologia
La parola cobalto deriva dal tedesco kobalt o kobold, cioè spirito diabolico (i minatori chiamarono così il minerale di cobalto perché è velenoso e può contaminare altri minerali, come quelli di nichel). Secondo altri può derivare dal greco kobalos, che significa folletto: è possibile che le parole kobold, goblin e cobalt abbiano tutte lo stesso etimo.

## Disponibilità
Il cobalto non si trova allo stato puro metallico, ma solo come minerale, e non viene estratto da solo ma come sottoprodotto dell'estrazione di rame o nichel. I più importanti minerali di cobalto sono la Heterogenite, la cobaltite, l'eritrite, il glaucodoto e la skutterudite. 
I maggiori paesi produttori al mondo di cobalto sono la Repubblica Democratica del Congo - da cui al 2023 proviene il 60% del cobalto mondiale in una filiera alimentata da più di 100.000 senza diritti -, la Cina, lo Zambia, la Russia e l'Australia. Un quadro diverso emerge analizzando le aziende che gestiscono miniere di cobalto. Secondo un reportage pubblicato dalla rivista specializzata illuminem, i principali produttori sono aziende incorporate nel Regno Unito (Glencore e Eurasian Natural Resources) e in Cina (China Molybdenum e Metorex). Azionisti cinesi controllano a loro volta le due aziende che rappresentano il 13,8% della produzione mondiale e circa il 24% della produzione prodotta da grandi aziende conosciute e attive. Le imprese incorporate nella Repubblica Democratica del Congo controllano invece solo il 3,5 per cento della produzione globale.
| I maggiori produttori di cobalto nel 2019 | I maggiori produttori di cobalto nel 2019 | I maggiori produttori di cobalto nel 2019 |
| Posizione                                 | Paese                                     | Produzione (tonnellate)                   |
| ----------------------------------------- | ----------------------------------------- | ----------------------------------------- |
| 1                                         | RD del Congo                              | 100.000                                   |
| 2                                         | Russia                                    | 6.300                                     |
| 3                                         | Australia                                 | 5.740                                     |
| 4                                         | Filippine                                 | 5.100                                     |
| 5                                         | Cuba                                      | 3.800                                     |
| 6                                         | Madagascar                                | 3.400                                     |
| 7                                         | Canada                                    | 3.340                                     |
| 8                                         | Papua Nuova Guinea                        | 2.910                                     |
| 9                                         | Cina                                      | 2.500                                     |
| 10                                        | Marocco                                   | 2.300                                     |

## Composti
Dati i molti stati di ossidazione, esistono in natura molti composti del cobalto. Gli ossidi sono antiferromagnetici a bassa temperatura: CoO (temperatura di Néel: 291 K) e Co3O4 (temperatura di Néel: 40 K).

## Isotopi
Il cobalto naturale è composto di un solo isotopo stabile, 59Co. Sono stati catalogati 22 radioisotopi del cobalto, di cui i più stabili sono 60Co con una emivita di 5,2714 anni, 57Co con 271,79 giorni, 56Co con 77,27 giorni e 58Co con 70,86 giorni. Tutti gli altri hanno tempi di dimezzamento di meno di 18 ore, e la maggior parte di meno di un secondo. Il cobalto ha anche 4 stati metastabili, tutti con emivite di meno di 15 minuti.
Il numero di massa degli isotopi di cobalto conosciuti varia da 50 (50Co) a 73 (73Co). Il modo di decadimento principale prima dell'isotopo stabile più abbondante, 59Co, è la cattura elettronica, mentre oltre il 59Co il modo di decadimento più frequente è il decadimento beta. Il prodotto di decadimento più frequente prima del 59Co sono isotopi di ferro, mentre dopo di esso il decadimento dà isotopi di nichel.

## Precauzioni
Il cobalto metallico in polvere può infiammarsi spontaneamente all'aria. I composti del cobalto vanno maneggiati con cautela, data la loro lieve tossicità.
Il 60Co, radioattivo, è un potente emettitore di raggi gamma, pertanto l'esposizione ad esso aumenta il rischio di cancro. Ingerito, viene eliminato dai tessuti solo lentamente. Il 60Co può prodursi a partire dal nichel e dagli isotopi stabili del cobalto per effetto dell'irraggiamento neutronico sia entro i reattori nucleari, sia in caso di utilizzo di armi nucleari per i neutroni emessi da queste. Esistono (a livello prettamente teorico) armi nucleari appositamente progettate per aumentare la quantità di 60Co dispersa nell'ambiente attraverso il fall-out.